# 1160년

## 연호
- 남송(南宋) 소흥(紹興) 30년
- 금(金) 정륭(正隆) 5년
- 일본(日本) 헤이지(平治) 2년 / 에이랴쿠(永暦) 원년
- 서하(西夏) 천성(天盛) 12년
- 리 왕조(李朝) 다이딘(大定) 21년

## 기년
- 남송(南宋) 고종(高宗) 34년
- 금(金) 해릉양왕(海陵煬王) 12년
- 고려(高麗) 의종(毅宗) 14년
- 서하(西夏) 인종(仁宗) 21년
- 리 왕조(李朝) 영종(英宗) 23년

## 사망
- 5월 18일 - 에리크 9세, 스웨덴 국왕.